# Бутон Ринчен Друб
Бутон Ринчен Друб (1290 – 1364) е тибетски будистки учител от школата Сакя и единадесети абат на манастира Шалу. Шалу е бил първият от главните манастири, построени от благородническите фамилии на династията У-Цанг по времето на втория голям подем на будизма в Тибет. Манастирът е бил изключително важен за традицията Сакя. Бутон Ринчен Друб не е бил просто способен администратор, но също почитан и днес като учен, писател и историк.

## Биография
Бутон е роден през 1290 година в семейство свързано с манастира Шеме Гоме в областта Тропу в Цанг. Баща му бил изтъкнат лама от Нингма, на име Драктон Гялцен Пелзанг, а майка му, също учител от Нингма се казвала Сонам Бум.
Бутон каталогизира будистките ръкописи в Шалу, към 4569 текста и ги форматирал в съгласуван логически ред. Той написал известната си творба „История на будизма в Индия и Тибет“ в Шалу, която и до днес се изучава от множество тибетски учени. И до днешен ден той си остава най-важният будистки историк и историограф на Тибет.
Панчен Сонам Дракпа (1478 – 1554), петнадесети абат на манастира Ганден се счита за прераждане на Бутон Ринчен Друб.